# カタリベ
『カタリベ』は、石川雅之による日本の歴史漫画作品。南北朝時代の西日本の海を舞台に、倭寇や水軍の戦いを描いている。『ヤングマガジン増刊赤BUTA』（講談社）にて、1998年から1999年にかけて連載された。全13回。2006年にリイド社から単行本全1巻が出版され、2012年には少年画報社から「新装版」が刊行されている。

## 物語
元代末の豪族・陳友諒の末裔とされる主人公は、その一党である「九世漁戸」に育てられた。ある日、彼らに関心を示した福建の人買い・三つ目にそそのかされた倭寇に村が襲われ、村人を助けようとした主人公は捕らえられ、逆に人質交換で村人80名が倭寇に引き渡される事になる。
責任を感じた主人公は海の守り神・バハンの助力を得て停泊中の三つ目を人質とし、村人の返還を要求する。しかし、鬼憑きとなった倭寇が主人公を襲ってきたのを契機に、三つ目の部下・紅鶴が倭寇もろとも村人ほぼ全員を斬殺した。村人は琉球の中山王国に奴隷として売られ、数年で帰れる予定だったと知った主人公は再び自分の行動を強く後悔する。
予定を変更した三つ目によって村人は倭寇とともに北朝方の鬼師に売られ、鬼の餌として殺される。鬼師たちが南朝方の島に攻め入って制圧し、主人公も餌とされようとした時に、海賊・マエカワの襲撃を受ける。バハンに決断を迫られた主人公は混乱に乗じて逃走し、半年生き延びるごとに死者を生き返らせてもらう契約をバハンと結び、マエカワたちの仲間となり「カタリベ（語り部）」の名をもらった。
数ヵ月後、明の武器商人の船を襲撃した際、カタリベは警護の松浦党の隊長・直と戦って勝つが、村に残った九世漁戸が三つ目と手を組んだことを知って衝撃を受ける。また、この戦いで村上水軍の当主の娘・吏英と出会う。本拠地に戻った一行は付近をたまたま探索していた北朝の軍勢との戦闘に入り、単独行動していて海に落下したマエカワをカタリベが救出した。
やがて胡蝶の日本人街でカタリベは紅鶴や九世漁戸と再開するが、彼らと別れてマエカワたちと行くことを決める。その後、カタリベはマエカワが松浦党と組んだと誤解して斬りつけ、誤って直の配下を殺してしまう。その代償としてマエカワらは松浦党と共に高麗侵攻に参加することを余儀なくされる。翌朝、カタリベに与力する村上水軍とともに高麗に向けて出航する。
以上、主人公・カタリベが新たな決意と共に旅立つところで作品は終わっている。

## 各勢力

### 九世漁戸
元朝末期に長江西域で大漢を建国した陳友諒とその部下の末裔。仇敵である明の転覆を望んでいる。各勢力の船で人夫を務めており、主人公が捕らわれた後は三つ目と手を組んだ。

### 鬼師
「鬼」の中から戦闘能力の高い者を選び、使役する特殊技能集団。かつては日本の山中に居在し、虚無僧のような格好をしている。北朝の室町幕府軍とともに行動し、移動の速さを利用して斥候や先鋒を務める。バハンを「八幡神」と呼び、畏敬している。
鬼
自我の崩壊した人間で、作品内の日本では戦闘などの過酷な環境下で心の弱い者や真正直な者がなるとされる。凶暴になったり自閉的になったりするが、前者の場合は好んで子供を食おうとする。本来は人肉と普通の食物を両方とも食べ、初期段階では人格が残っている。戦闘能力が高い者が鬼師によって選出され、人のみを食料として与えられる事で人格の崩壊が加速していく。戦えなくなった個体は「捨舟」という舟で流され、廃棄される。背中には個体番号が入れ墨され、普段は布、戦闘時は兜をかぶるが、上半身は裸である。

### 海賊
マエカワ一党
北朝・南朝の区別なく船を攻撃する悪党の海賊。マエカワを頭領とし、バハンに縁のある者が集まっている。
村上水軍
安芸国を本拠地とする瀬戸内海の海賊。吏英が地元でのしがらみを嫌ったため、外国との交易の探求も兼ねて外界に進出してきた。マエカワに関する誤報をカタリベに伝えた責任を感じ、終盤の高麗遠征でカタリベに与力することになった。
松浦党
肥前国を本拠地とする海賊。南朝方に付き、明の武器商人の警護などを行っていた。不殺をモットーとしていたが、倭寇としての略奪なども行っている。

## 登場人物

### 九世漁戸
カタリベ
作品の主人公。首まで髪のある少年。九世漁戸の再興の旗印とするため、人身売買で買われて育てられ、御曹司と呼ばれていた。このため本名がない。村人の救出などで行動が裏目に出ることが続くが、バハンとの契約で生きている間は半年毎に自分の望む死者1人を生き返らせてもらうことになり、紅鶴や倭寇、鬼に殺された村人100名を生き返らせる事を目標とする。マエカワや胡蝶と出会い、マエカワの記録を後世に伝え、生き返った村人の安住の地を探すことを決意した。
じい
九世漁戸のまとめ役。カタリベの育成役でもあった。明を打倒することを切望している。

### マエカワ一党
マエカワ
一党を率いる悪党。ドレッドヘアを根元で束ねている青年で、日本刀を使う。身分の高い家柄に生まれたが、病を患ったため捨てられた弟に付いて家を出た。弟を侍に殺され、その時の傷が額に残る。その経験から特に侍を標的として海賊行為を行っている。バハンと契約した際、人を殺したり仲間が死んでも動じない冷静な心を得た。自分たちの活躍を後世に伝えることを願い、主人公をカタリベと名付けた。
エボシ
烏帽子をかぶり、上半身裸の中年男性。かつて鬼になったが、妻だった胡蝶に救われて人間に戻った。その名残で以前の記憶を失うと共に、腹部の「鬼」などの入れ墨が残っている。両手で鎌を扱う。
カラクマ
眉毛まで剃り落としたスキンヘッドで、大砲を使う。顎髭をたくわえ、目に隈取を施している。
コシラム
アイヌ風の衣装をまとう白髪・白髭の老人。両刃で分厚いククリのようなナイフを左の逆手で使う。

### 村上水軍
吏英
村上水軍の当主の娘。オールバックで巨大なリボンとポニーテールが特徴。しがらみから解放されることを望んでおり、そのために外海に出てきたところにマエカワ一党と出会った。バハンと会うため同行を望んだが、寇掠を止められて胡蝶の島に残った。

### 松浦党
直
読みは「すなお」。剣術に優れた隊長で、両腰に2本ずつ日本刀を差している。カタリベを侮って素手で応戦したが、斬られた後は一目置くようになった。

### 福建商人
三つ目
人買いのリーダーで、青龍刀を持つ大勢の部下を従える明の商人。斜視で額に目が描かれ、モヒカンで上半身は常に裸。登場時から左足が無かったが、主人公に取り押さえられた際、鬼に右腕も切られた。
紅鶴
読みは「こうかく」。三つ目の配下で、薙刀を使う女性。戦闘の能力と意欲が高く、鬼を殺す際に75名の九世漁戸を巻き添えにした。

### その他
バハン
海の守り神と呼ばれる謎の存在。仮面をかぶり、両腕に羽を付けた人間のような姿をしている。首飾りを付け、長い木の棒を持つ。空を飛んだり、空間から出現したり消滅することが可能。海で活動する者からは神（八幡神）として崇められるが、本人は否定も肯定もしていない。同デザインの存在が、作者の短編集『人斬り龍馬』に収録の「神の棲む山」に登場している。
胡蝶
エボシの（元）妻。高麗の富山浦にある日本人街から独立して小島に街を開いた。巫女のような格好をしており、鬼に残ったわずかな人間の心に呼びかける能力を持つ。エボシを治した経験をもとに、島で多くの鬼を人に戻している。
女真族の少年
女真族の民族衣装をまとった14、5歳の少年。直が高麗に送った先遣隊を弓矢で壊滅させた。高麗に雇われたと見られる。単行本並びに第1話の表紙に登場しているが、物語の中では名前は出てこない。

## 書誌情報
- 石川雅之『カタリベ』、リイド社〈SPコミックス〉、単巻
  1. 2006年4月1日発行、ISBN 4-8458-2873-1。

- 石川雅之『新装版 カタリベ』、少年画報社〈YKコミックス〉、単巻
  1. 2012年9月20日発売、ISBN 978-4-7859-3924-3。